# Semític oriental
El semític oriental representa una de les tres branques principals de la família de les llengües semítiques, al costat del semític occidental i del semític meridional, i comprèn l'accadi i l'eblaïta, ambdues llengües extintes des de l'antiguitat.